# Marquefave
Marquefave – miejscowość i gmina we Francji, w regionie Oksytania, w departamencie Górna Garonna.
Według danych na rok 1990 gminę zamieszkiwały 772 osoby, a gęstość zaludnienia wynosiła 41 osób/km² (wśród 3020 gmin regionu Midi-Pireneje Marquefave plasuje się na 428. miejscu pod względem liczby ludności, natomiast pod względem powierzchni na miejscu 598.).